# Diasemia accalis
Diasemia accalis is een vlinder uit de familie van de grasmotten (Crambidae), uit de onderfamilie van de Spilomelinae. De wetenschappelijke naam van deze soort is voor het eerst voorgesteld als Scopula (?) accalis door Francis Walker in een publicatie uit 1859. De spanwijdte bedraagt ongeveer 1,5 centimeter.
De soort komt voor in:
- het Afrotropisch gebied (Congo-Kinshasa, Rwanda),
- het Oriëntaals gebied (India, Bhutan[2], Zuid-China, Taiwan, Maleisië, Indonesië (Sumatra))
- het Australaziatisch gebied (Australië[1]),
- het Palearctisch gebied (Korea, Japan).